# Brązowy królik
Brązowy królik (ang. The Brown Bunny) – amerykański film niezależny z 2003 roku, którego producentem, reżyserem oraz autorem scenariusza jest Vincent Gallo.
Film opowiada historię motocyklisty dręczonego wspomnieniami o jego byłej kochance. Premiera obrazu odbyła się podczas 56. MFF w Cannes w 2003. Film zwrócił uwagę wielu mediów w związku z niedwuznacznymi i niesymulowanymi scenami seksu w finalnej scenie między Gallo i Chloë Sevigny, a także przez ostrą wymianę słów między Gallo a krytykiem filmowym Rogerem Ebertem, który stwierdził, że Brązowy królik był najgorszym w historii Cannes filmem konkursowym. Później jednak zedytowaną wersję filmu oznaczył „kciukiem w górę”.
W filmie główne role zagrali Gallo i Chloë Sevigny, a w epizodycznej roli wystąpiła była amerykańska modelka Cheryl Tiegs. Film rejestrowano ręczną kamerą na taśmie 16 mm na terenie Stanów Zjednoczonych (stany: New Hampshire, Massachusetts, Ohio, Missouri, Utah, Nevada i Kalifornia).

## Fabuła
Po wyścigu w New Hampshire, motocyklista Bud Clay wyrusza w podróż przez kraj, by wziąć udział w wyścigu w Kalifornii. Cały ten czas jest on nękany wspomnieniami o byłej kochance – Daisy. Podczas podróży spotyka trzy kobiety, ale z żadną z nich nie jest w stanie się związać, bo Bud wydaje się być zagubioną duszą. Wpierw spotyka na stacji benzynowej w New Hampshire Violet i przekonuje ją, by wraz z nim odbyć wycieczkę do Kalifornii. Zatrzymują się w jej domu, by wziąć jej ubrania, ale Clay odjeżdża jak tylko dziewczyna wchodzi do budynku.
Następny przystanek Buda jest w domu rodziców Daisy, miejsce, w którym znajduje się brązowy królik Daisy. Jej matka nie pamięta Buda, który dorastał w domu obok, ani nie pamięta, by odwiedzała kiedykolwiek Buda i córkę w Kalifornii. Później Bud zatrzymuje się w schronisku dla zwierząt, gdzie pyta o długość życia przeciętnego królika (powiedziano mu, że ok. pięć lub sześć lat). W miejscu wypoczynkowym przy autostradzie dołącza on do Lilly – przygnębionej kobiety, którą przed płaczem pociesza i całuje, jednak ostatecznie ją opuszcza. Im dłużej Bud podróżuje, tym bardziej staje się zasmucony i zaczyna płakać podczas jazdy. Zatrzymuje się na terenie Bonneville Speedway, by ścigać się na motocyklu. Po dotarciu do Las Vegas zaczyna krążyć po ulicach w poszukiwaniu prostytutki. Prosi jedną z nich – Rose – by zjadła z nim lunch. Kobieta posila się w jego samochodzie posiłkiem z McDonalda, kiedy zatrzymuje on pojazd, płaci jej i zostawia ją na ulicy.
Po kontroli motoru w Los Angeles, Bud jedzie do domu Daisy, który wygląda na opuszczony. Po tym jak siedząc w ciężarówce myślał o pocałunku w tym miejscu z Daisy, zostawia we framudze drzwi liścik, po czym melduje się w hotelu. Wtedy pojawia się Daisy, która wygląda na zdenerwowaną i dwa razy kieruje się do łazienki, by zapalić crack. Bud czeka wtedy na nią siedząc na łóżku. Kiedy dziewczyna proponuje, by wyjść i napić się czegoś, Bud mówi jej, że od ostatniego ich spotkania już nie pije.
Mieli oni sprzeczkę spowodowaną tym, że Daisy całowała innych chłopaków. Wówczas Bud rozbiera Daisy, po czym dochodzi do seksu oralnego. Po wszystkim, leżąc w łóżku, Bud obraża ją, mówiąc o tym co wydarzyło się podczas ich ostatniego spotkania. Clay bez przerwy wypytuje Daisy dlaczego podczas zabawy związała się z jakimiś facetami. Dziewczyna tłumaczy, że chciała być dla nich miła i zapalić z nimi marihuanę. Bud się smuci ponieważ Daisy była wówczas w ciąży, a dziecko zmarło z powodu tego co wydarzyło się na tej imprezie.
Retrospekcyjne sceny pokazują, że Daisy została wtedy zgwałcona, sceny których świadkiem był Bud, który nic wtedy nie zrobił. Daisy pyta Buda dlaczego jej nie pomógł, który poczuwa się do winy. Bud wytłumaczył jej, że nie wiedział co zrobić i postanowił opuścić imprezę. Po tym jak wraca on po chwili, widzi przed domem karetkę, a Daisy tłumaczy Budowi, że nie żyje, przed gwałtem straciła przytomność i wtedy udusiła się własnymi wymiocinami. Następnego dnia Bud budzi się sam, a jego spotkanie z Daisy okazało się wytworem jego wyobraźni. Film kończy się jak Bud jedzie przez Kalifornię swoją ciężarówką.

## Obsada
- Vincent Gallo – Bud Clay
- Chloë Sevigny – Daisy Lemon
- Cheryl Tiegs – Lilly
- Elizabeth Blake – Rose
- Anna Vareschi – Violet
- Mary Morasky – pani Lemon

## Produkcja
Film zarejestrowano na taśmie 16 mm, następnie powiększono do 35 mm, dzięki czemu obraz nabrał oldschoolowy charakter. Autorem zdjęć do filmu był Vincent Gallo będąc także – obok Toshiakiego Ozawy i Johna Clemensa – operatorem kamery.
Wersja filmu wyświetlana w amerykańskich kinach została skrócona o 25 minut w porównaniu z wersją wyświetlaną w Cannes. Usunięta została znaczna część początkowej sceny na torze wyścigowym, kilka minut muzyki i czarny ekran na końcu filmu, i kolejne kilka minut podróży przed sceną w Bonneville Speedway.
Ani Anna Vareschi ani Elizabeth Blake, które zagrały w filmie nie były profesjonalnymi aktorkami. Kirsten Dunst oraz Winona Ryder miały wziąć udział w filmie, ale opuściły projekt. W wywiadzie dla dziennika „The Guardian” Sevigny na temat sceny erotycznej powiedziała: „Nie było to dla mnie takie złe… Byłam blisko z Vincentem wcześniej”.
W celu promocji filmu, opublikowano zwiastun, w którym obraz został podzielony w stylu filmu Chelsea Girls (Andy’ego Warhola), przedstawiając z jednej strony zdjęcia okazujące widok szosy, natomiast po drugiej stronie ekranu widać różne sceny pochodzące z końca filmu. Trailer pozbawiony został dźwięków pochodzących ze scen, w tle słychać jednak utwór „Milk and Honey” folkowego piosenkarza Jacksona C. Franka.

## Kontrowersje

### Odbiór filmu
Film miał swoją premierę w konkursie głównym na 56. MFF w Cannes w 2003, gdzie spotkał się z bardzo chłodnym przyjęciem, gwizdami i niezadowoleniem krytyków.
Po powrocie do Stanów Zjednoczonych, Gallo zmienił podejście, w arogancki sposób broniąc swój film i edytując go, przez co jego przekaz się wykrystalizował, a fabuła się zacisnęła. Wówczas wybuchła wojna na słowa między Gallo a krytykiem filmowym Rogerem Ebertem, gdzie Ebert napisał, że Brązowy królik był najgorszym filmem w historii festiwalu Cannes, Gallo natomiast stwierdził, że Ebert to: „gruba świnia o budowie handlarza niewolników”. Parafrazując stwierdzenie Winstona Churchilla, Ebert odpowiedział słowami: „To prawda, że jestem gruby, ale pewnego dnia będę chudy, a on nadal będzie twórcą Brązowego królika”. Gallo wówczas miał przekląć okrężnicę chorego na raka Eberta. Ebert zripostował żartem, że obserwowanie wideo jego kolonoskopii było większą rozrywką niż oglądanie Brązowego królika. Później Gallo powiedział, że przekleństwa kierował tak naprawdę pod adresem krocza Eberta, ale jego komentarz był w intencji żartem, który omyłkowo został odebrany na poważnie przez dziennikarza. Przyznał on także, że komentarz Eberta nawiązujący do kolonoskopii był zabawną repliką.
Później w 2003 roku skrócona, ponownie zmontowana wersja filmu została odtworzona podczas Międzynarodowego Festiwalu Filmowego w Toronto (jednak kontrowersyjna scena stosunku pozostała). Nowa wersja była przez niektórych wyżej oceniania, nawet Ebert, który nowej odsłonie obrazu dał trzy gwiazdki z możliwych czterech. W jednym z odcinków telewizyjnego show Ebert & Roeper z sierpnia 2004 roku, nowa wersja filmu otrzymała od Eberta „uniesiony kciuk” (thumbs up). W kolumnie opublikowanej w tym czasie, Ebert stwierdził, że on i Gallo zawarli pokój.

Gallo wrócił do montażowni i wyciął 26 minut ze 118-minutowego filmu, prawie jedną czwartą część czasu jego trwania. Dzięki temu odmienił go. Teraz forma jak i cel filmu przekształcając się z miazmat wersji oryginalnej, są cicho, smutno, skuteczne. Powiedziano, że montaż jest duszą kina; w przypadku Brązowego królika, to jest jego ocalenie.

Mimo to, Brązowy królik nadal otrzymywał od pozostałych krytyków mieszane recenzje, a jego ocena na Rotten Tomatoes to 43% (w oparciu o 90 recenzji ze średnim wynikiem 5,1 z 10). Według konsensusu na tej stronie obraz określono „bardziej nudnym niż hipnotycznym, Brązowy królik jest pretensjonalnym i dogadzającym sobie nudziarzem”. Metacritic natomiast dał filmowi ocenę 51/100, opartą na 30 recenzjach krytyków.
Francuskie czasopismo filmowe „Cahiers du cinéma” uznało Brązowego królika jednym z dziesięciu najlepszych filmów 2004 roku. Film zdobył nagrodę FIPRESCI podczas Viennale za „odważne zgłębianie pragnienia i żalu oraz za jego radykalne odejście od dominujących tendencji w obecnym kinie amerykańskim”. Film, poza sporem z Rogerem Ebertem, otrzymał także pozytywne oceny od amerykańskich krytyków. Neva Chonin z gazety „San Francisco Chronicle” nazwała obraz „ponurym filmowym poematem mogącym sfrustrować tych, którzy preferują otrzymać dwuznaczność…jak enigmatyczny zły sen, [który] nie ustępuje”.
Z kolei brytyjski dziennik „The Daily Telegraph” umieścił Brązowego królika na liście 100 „zdefiniowanych” filmów dekady, określając go „najbardziej napiętnowanym” filmem dziesięciolecia, jednocześnie stwierdzając, że „czeka go los zostania przyszłym, utraconym klasykiem”.

### Promocja filmu na billboardach
Brązowy królik przyciągnął także uwagę mediów w związku z promującym film billboardem postawionym w 2004 roku przy Sunset Boulevard w kalifornijskim West Hollywood. Reklama przedstawiała czarno-białe zdjęcie ze sceną oralnego seksu.

## Ścieżka dźwiękowa
Ścieżkę dźwiękową do filmu Brązowy królik wydano wyłącznie w Japonii. Pierwsze pięć ścieżek nagrali Gordon Lightfoot, Jackson C. Frank, Matisse/Accardo Quartet, Jeff Alexander i Ted Curson. Wykonawcą pozostałych pięciu utworów jest John Frusciante, które napisane zostały przed powstaniem filmu.

### Lista utworów
| Nr  | Tytuł utworu                | Wykonawca                      | Długość |
| --- | --------------------------- | ------------------------------ | ------- |
| 1.  | „Come Wander with Me”       | Jeff Alexander, Anthony Wilson | 2:56    |
| 2.  | „Tears for Dolphy”          | Ted Curson                     | 8:30    |
| 3.  | „Milk and Honey”            | Jackson C. Frank               | 3:38    |
| 4.  | „Beautiful”                 | Gordon Lightfoot               | 3:22    |
| 5.  | „Smooth”                    | Matisse/Accardo Quartet        | 3:56    |
| 6.  | „Forever Away”              | John Frusciante                | 6:40    |
| 7.  | „Dying Song”                | John Frusciante                | 3:43    |
| 8.  | „Leave All the Days Behind” | John Frusciante                | 1:54    |
| 9.  | „Prostitution Song”         | John Frusciante                | 3:06    |
| 10. | „Falling”                   | John Frusciante                | 4:46    |
|     |                             |                                | 42:31   |

Reedycja
26 kwietnia 2014 roku australijska niezależna wytwórnia Twelve Suns wydała wznowią edycję soundtracku The Brown Bunny na specjalnej płycie winylowej. To wydawnictwo zostało autoryzowane przez Vincenta Gallo. Edycja z całkowicie nową okładką limitowana była do liczby 1000 kopii.